# Prix Abdus-Salam
Le prix Abdus-Salam  (parfois appelé prix Salam), est l'un des plus prestigieux prix scientifiques, qui est décerné chaque année à des ressortissants pakistanais dans les domaines de la chimie, des mathématiques, de la physique et de la biologie.

## Conditions
Le prix est décerné à des scientifiques qui sont des résidents du Pakistan, âgés de moins de 35 ans au 31 décembre de l'année pour laquelle le prix a été décerné. Il est composé d'un certificat donnant une citation et d'une somme de 1 000 $US. Il est attribué sur la base de l'ensemble des recherches et/ou d'un article technique composé spécialement pour le prix.
Il existe également le prix Salam de fiction (Salam Award for Imaginative Fiction), une distinction pour les nouvelles littéraires, visant à promouvoir la science-fiction et les genres littéraires connexes au Pakistan. Ainsi que le Spirit of Abdus Salam Award, prix remis par la famille d'Abdus Salam à des personnels proches du Centre international de physique théorique (ICTP) et poursuivant l'action humanitaire d'Abdus Salam et sa vision pour la coopération, la promotion et le développement des sciences et de la technologie dans les pays en développement.

## Histoire
Le prix est une invention de trois étudiants du professeur Abdus Salam : Riazuddin, Fayyazuddin (en) (frère de Riazuddin) et Asghar Qadir (en), qui ont d'abord présenté l'idée à Abdus Salam en 1979, l'année où il a reçu le prix Nobel de physique. Abdus Salam a estimé qu'il n'avait pas le droit d'utiliser l'argent du prix Nobel à des fins personnelles, mais qu'il devait être utilisé au service de sa mission de développement de la science dans le Tiers-Monde. Abdus Salam a spécialement mis de côté l'argent pour aider le Pakistan et les étudiants pakistanais. En 1980, le Pr Salam demanda à Fayyazuddin et Asghar Qadir de rédiger les règles et les procédures pour un prix qui sera attribué à de jeunes scientifiques pakistanais pour leurs travaux de recherche dans le domaine des sciences fondamentales. Le professeur Asghar Qadir est actuellement[Quand ?] secrétaire du Comité du prix Salam à l'École des Sciences naturelles (en) (SNS) à l'Université Nationale des Sciences et de la Technologie (en) (NUST).

## Lauréats
- 1981 : Nazma Ikram (nom de jeune fille: Nazma Masud) – (Physique)
- Pas de prix décerné par Abdus Salam en 1982. Selon lui, aucun des candidatures n'approchait la lauréate 1981 du prix, Nazma Ikram.
- 1984 : Pervez Hoodbhoy – (Mathématiques)
- 1985 : Mujahid Kamran (en) – (Physique)
- 1985 : Mujaddid Ahmed Ijaz (en) – (Physique)
- 1986 : Muhammad Suhail Zubairy – (Physique)
- 1986 : Bina S. Siddiqui – (Chimie)
- 1987 : Qaiser Mushtaq (en) – (Mathématiques)
- 1990 : Iqbal Corbel – (Chimie)
- 1991 : Ashfaque H. Bokhari – (Mathématiques)
- 1994 : Anwar-ul Hassan Gilani – (Biologie)
- 1997 : Asghar Qadir (en) – (Mathématiques)
- 1998 : Naseer Shahzad – (Mathématiques)
- 1999 : Tasawar Hayat – (Mathématiques)
- 2000 : Rabia Hussain – (Biologie)
- 2002 : Muhammad Arif Malik – (Chimie)
- 2003 : Ghulam Shabbir – (Mathématiques)
- 2009 : Naseer-Ud-Din Shams – (Physique)
- 2009 : Tayyab Kamran – (Mathématiques)
- 2010 : Muhammad Tahir – (Biologie)
- 2012 : Amer Iqbal (en) — (Physique)
- 2012 : Hafiz Zia-ur-Rehman – (Chimie), Département de Chimie, université Quaid-i-Azam, Islamabad.
- 2013 : Rahim Omar – (Mathématiques), Faculté des sciences de l'ingénieur, Institut Ghulam Ishaq Khan des sciences de l'ingénieur et de la technologie.